# Lewisove kiseline i baze
Lewisove kiseline su sve kemijske vrste koje mogu primiti elektronski par za stvaranje koordinativne veze. Lewisove baze su sve kemijske vrste koje mogu dati elektronski par za stvaranje koordinativne veze.
Ime su dobile prema američkom fizikalnom kemičaru Gilbertu N. Lewisu.